# آلاموسور
آلاموسور (نام علمی: Alamosaurus) نام یک سرده از زیرراسته سوسمارپاشکلان است.
طول این دایناسور بین ۳۷ تا ۴۰ متر است که این یعنی بعد از آمفیکوئلیاس و آرژانتیناسور و پاتاگوتایتان بزرگترین جانوری بوده که تاکنون روی زمین پا گذاشته‌است.

## نگارخانه

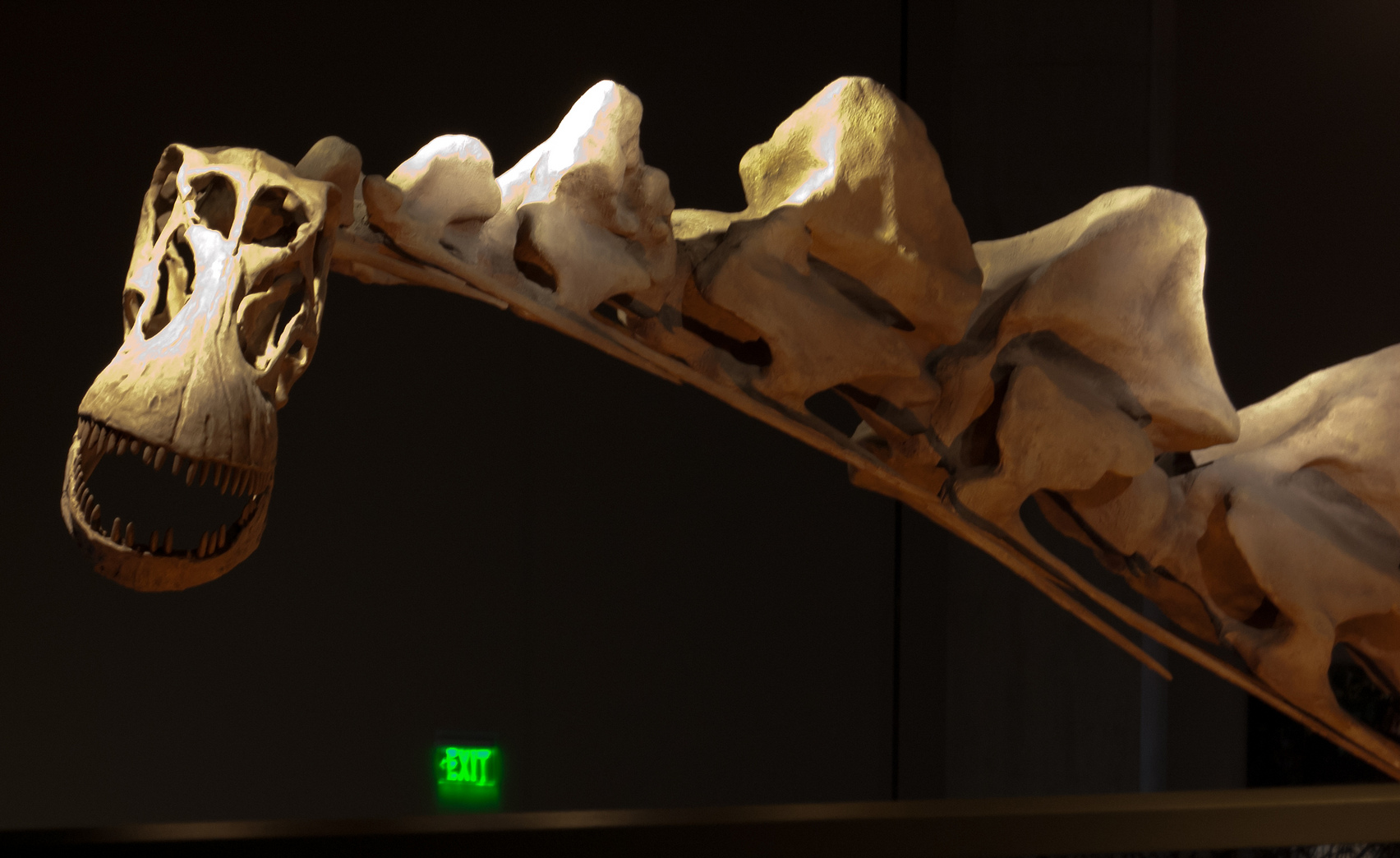
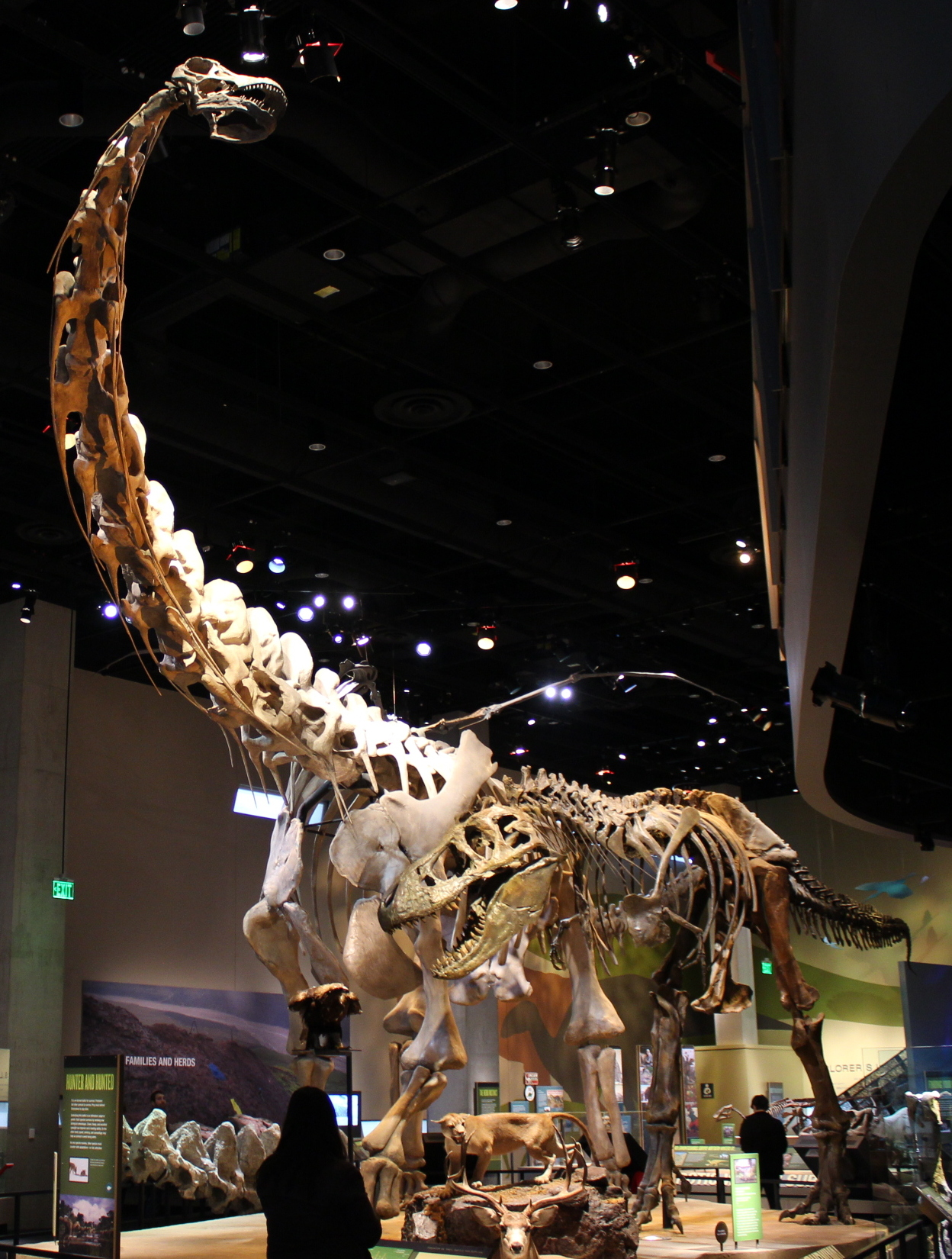
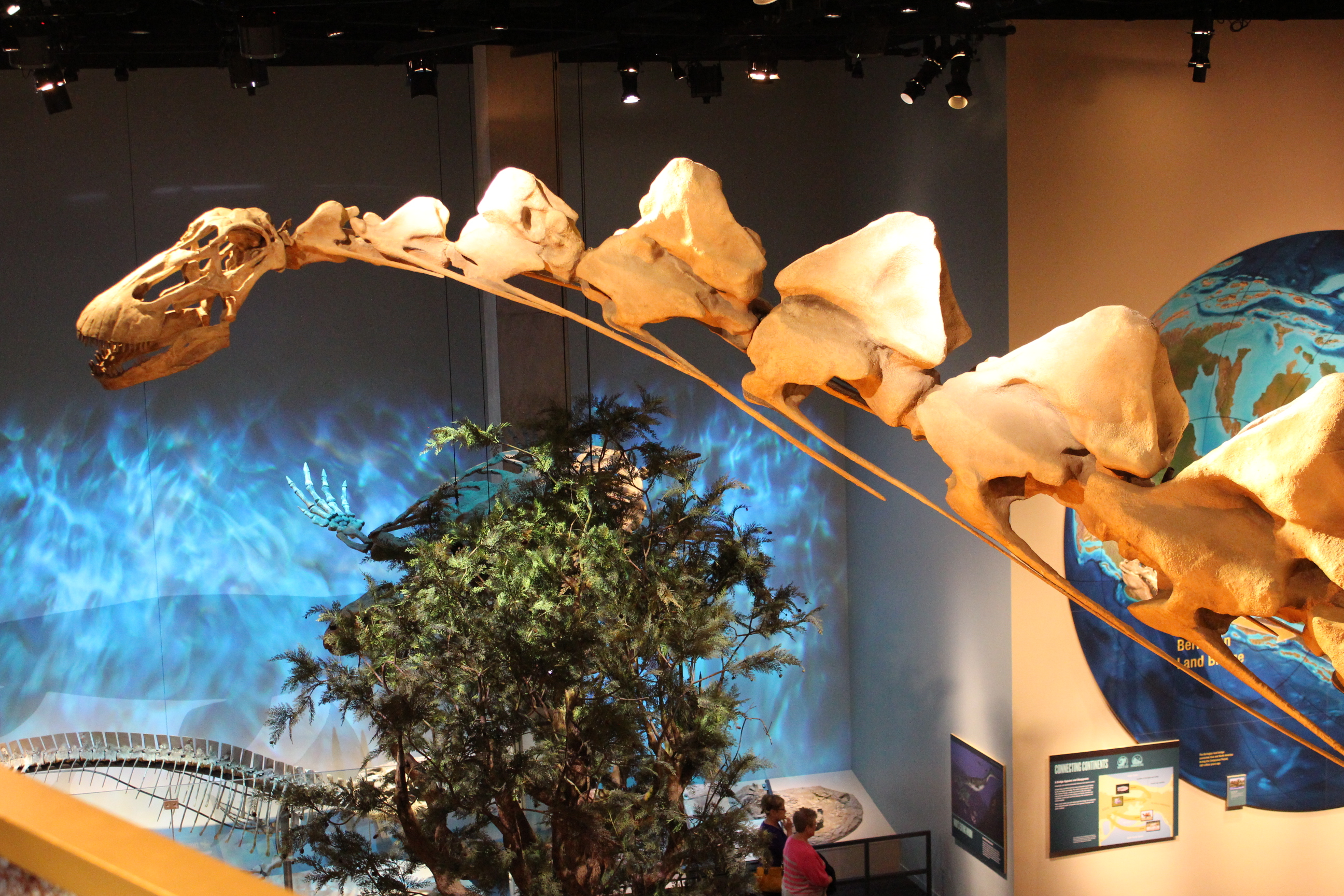
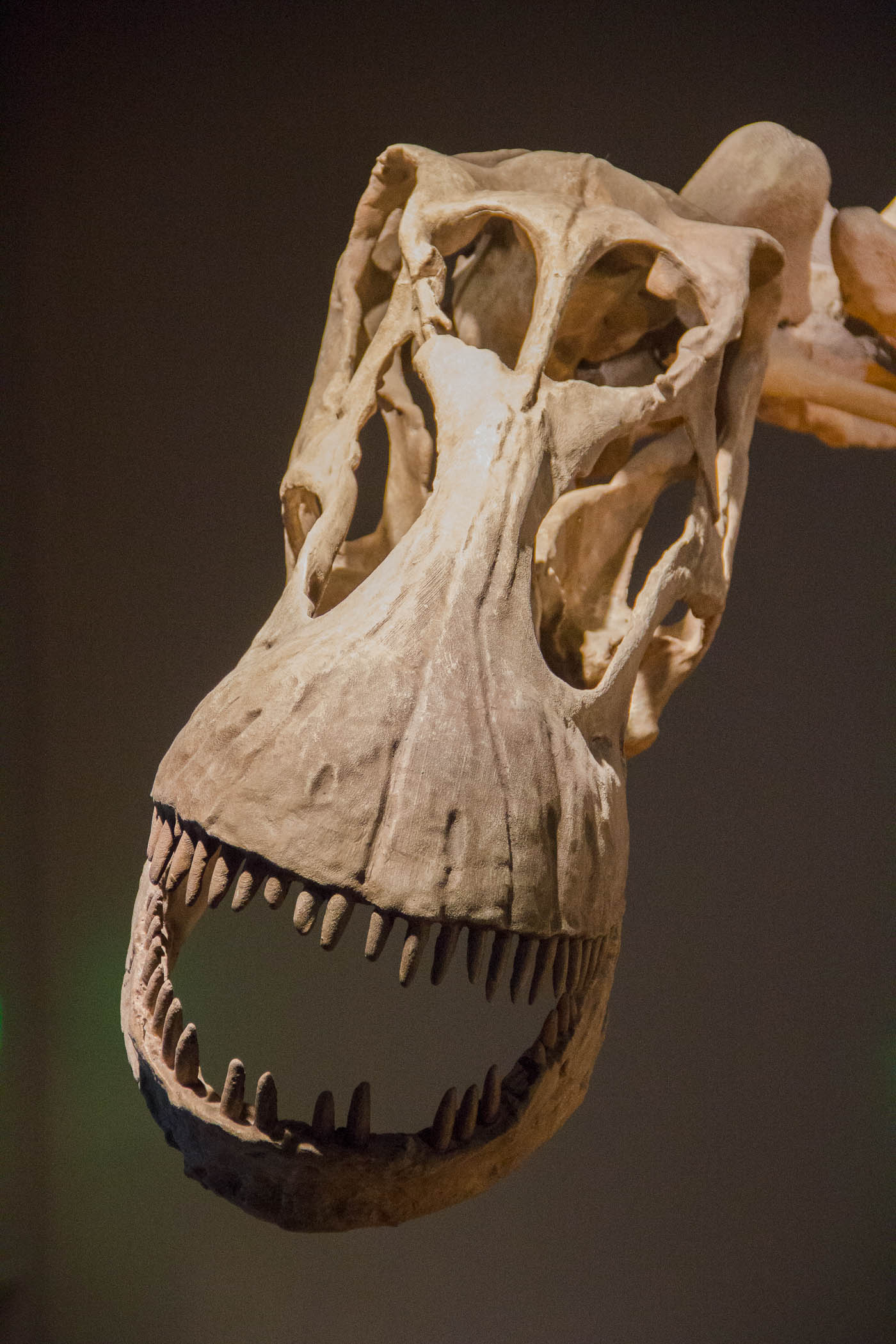